# RELICS -The 2nd BIRTH-
『RELICS -The 2nd BIRTH-』（レリクス ザ セカンドバース）は、2001年にボーステックが発売した、PC用アクションRPGである。前作『RELICS -The recur of "ORIGIN"」の続編であり、前作に登場したキャラクターも登場する。ストーリー性を重視したため、前作までのマルチ・エンディングでは無くなっているものの、後述のシステムにより、やりこみ要素の高いゲームとなっている。

## イントロダクション
遠い未来。母なる星を離れた人類は居住可能な惑星を発見し、その調査を開始した。しかし、そこには機械生命体「HEAVEN」と醜悪な生命体「HELL」が存在していた。ある時、地殻変動により石造建築物（遺跡）が浮上し、遺跡を調査した人類「MARX」は、さまざまなオーバーテクノロジーを得る。その中の1つには、「精神を肉体より分離、他の生物に乗り移る能力」があった。MARXは研究を重ね、不完全ながらも能力の解析に成功し、「スピリットライド」と名づけた。これは、スピリットライド実験部隊々長「ランディ」の数奇な運命を描く物語である。

## システム
プレイヤーは主人公「ランディ」を操作し、物語を進めていく。ランディは倒した生物の肉体に乗り移る事により、その生物のボディを使う事が出来、更に、自らの肉体に戻る事で、その能力を得る事が可能となる。本作では、「走る」ことにより、高速移動が可能となった。
物語の進行によって、同行者がつくことがある。同行者は最大2人、ランディも含めて最大3人パーティを組む事になる。戦闘では自己の判断によって攻撃、特殊能力を使用する（同行者の戦闘の可否は、プレイヤーの判断により切り替えが可能）。
本作でも「LATENCY（レイテンシー）」というパラメーターが存在するが、前作の「肉体の熟練度」とは違い、「その肉体から引き出した情報度」といった意味合いになっている。これは、同種の個体に乗り移る事で上昇し、レア度の高いスキルを得る事が可能になる。得たスキルや特殊能力は、ランディに「装備」する事で様々な効果をもたらす。特殊能力は、本作では最大2つの使用が可能となっている。
前作ではマウスの左ボタンを押しっぱなしにする事で、連続攻撃が可能であったが、今回はタイミングよく左ボタンを連打する事で連続攻撃が可能となる。攻撃はスキルを装備する事で「属性攻撃」、「HP や SP（スペシャルポイント：特殊能力を使う為のパラメーター）吸収」等といった効果を発動させる事が出来る。
前作よりパラメーターが増え、キャラクターの個性がより強くなった。属性は「火」、「氷」、「風」、「雷」、「聖」、「魔」の6種類となり、HP や SP の回復速度などのパラメーターが追加された。
「ショップ」が存在し、ダンジョンで拾ったアイテム、宝石（換金アイテム）を売却する事で得た GOLD によってアイテムを購入する事が出来る。また、「アイテムバッグ」によって、装備しているアイテム以外にアイテムを多数所持する事が可能となっている。ただし、アイテムバッグは他の肉体に乗り移っている時には使用出来ない。

## 種族
種族に関しては、前作 RELICS -The recur of "ORIGIN" を参考の事。こちらでは、新種族であるミュータントについてのみ解説していく。

### MUTANT（ミュータント）
暴走してしまったガイアが宇宙船の機能を使ってでたらめに作り上げた怪生物。その姿は不気味な人体のカリカチュアであり、触手をはやした生首や、赤ん坊のようなものなど、およそまともであるとは言い難い。正体不明の怪生物であり、複数の亜種が存在している。
- スクリーマー

　人間の頭から腕だけが生えたような姿をしている。常に興奮状態で奇声を発して襲いかかってくる。
- フィジティーナ

　人間の顔から直接か半身だけが生えたような姿をしている。逃げ足が速い。
- アネミヤ

　巨大な手首の上に人間の頭が乗っかったような姿をしている。頭や手首のように見えるが、実は全く別の器官。
- ヤブリン・マッドネス

　赤ん坊のような姿をした怪物。攻撃すると「おぎゃあおぎゃあ」と泣きわめく。
- レストコア

　一つ目の肉塊から複数の触手をはやしたような姿をしている。炎や雷を周囲にまき散らして攻撃する。
- エクリプス

　醜く膨れあがった脂肪の塊のような巨人。暴れると手がつけられなくなる。
- シードアタッカー

　男性生殖器に酷似した姿の怪物。大量のシードアタッカーが処理落ちするほど大量の粘液を飛ばす姿は悪夢としか言いようがない。スピリットライド確率が1％しかないが、スピリットライドを繰り返すことで瞬間移動を取得できる。
- THE WOMB

　暴走したガイアが作り出した究極生命体。巨大生殖器のような第1形態、ねじくれた人体のような第2形態と姿を変える。ガイアはHEAVENやHELLを超える惑星を統べる存在と豪語していたが、体力と繁殖力以外ではキングや隠しダンジョンのデュフニエルよりも弱い存在でしかなかった。

## キャラクター
種族に関しては、前作 RELICS -The recur of "ORIGIN" を参考の事。こちらでは、登場するキャラクターについて解説していく。

### 重要人物
ランディ
本作の主人公で、MARX スピリットライド実験部隊々長。入隊以来、一度も問題を起こした事の無い模範的軍人で、「あやとり」という意外な趣味を持つ。拳を使った攻撃を行い、数奇な運命に翻弄されていくことになる。
本編中盤、彼は自らの意思でHELL生物に生まれ変わり、自らの肉体を焼却してしまうことで、人間である自分と決別することになってしまう。これが、サブタイトル「The 2nd BIRTH（二度目の誕生＝転生）」の意味である。しかし、MARXの面々はHELL生物となったランディに対して、変わらぬ態度で接していた。
カレン
MARX スピリットライド実験部隊所属、階級は上等兵。狙撃手で、銃を使って攻撃する。隊長であるランディとは恋人同士の関係であり、2人の関係は、軍内部全員が知っている。彼女もまたランディと共に、数奇な運命に巻き込まれていく。
本編中盤、彼女は正体を現したHEAVEN戦士・ダーラの放った毒ガス『トリニティ』によって瀕死の重傷を負わされるものの、無意識のうちに精神が肉体を離れ、未だ精神の無いHELL生物の肉体にスピリットライドする。この後、特定の条件を満たす事で、HELL生物として転生したカレンをパーティに加えることが出来、エンディングも変化する。
レイ
マスターと呼ばれる特務機関の一員であり、ランディの上官。炎と雷を操る。マスターは素顔を隠す為、マスクと帽子の着用が義務付けられているが、レイとその妹のアンはなぜか頑なに拒んでいる。父は特務機関評議会議長であり、妹も評議会に所属している。
黒衣の剣士
前作にも登場した、HELL 族の戦士。長身である以外は人間と変わらない姿だが、内に秘めた力は人間の比ではない。HELL 族の中では唯一「NASTERCAL（ナスターカル）」の称号を持っている。かつてHELLが惑星に降り立った際、大気の毒素を中和する「トリニティ」を開発した。物語の最終盤にて、彼の正体（真の肉体）が明らかになる。
リリィ
前作にも登場した、MARX の少女。本作では遺跡内医療室で診察を受けていた。黒衣の剣士と心を通わせている。戦力的には乏しいが、傷を癒す力、聖なる光を放つ力を持っている。
キング
前作にも登場したHEAVENの司令官。主人公との戦闘の後、親友ラディアを陥れたダーラを倒すため、そして卑怯を通り越して支離滅裂な行動をとるガイアの真意を確かめるためにランディらと行動を共にする。動きが遅く、魔属性攻撃への耐性がないが遠近双方に強力な攻撃を持つ。
シール
前作にもエンディングのみに登場した、HEAVENの精鋭『ディーナフォース』の副司令官。機械の体とディーナフォースの一員であることに強い誇りを持っていたが、とある条件を満たすことでキングと共にランディの仲間となる。
防御兵器 TK-3
前作にも登場したMARXの防衛用ロボットにスピリットライドした研究員。元は人間だが電子頭脳に引きずられたのかピポピポと喋る。精神力が低いため連射は出来ないが、強力な電撃能力を有する。
チマチマ
ランディが白ウサギの体を使っていたときに知り合った桃ウサギ。彼が元の体を取り戻した後も、条件を満たせば彼の戦いについて行く健気なウサギ。

### MARX
キーオ
MARX スピリットライド実験部隊所属。とある時から「人が変わったようだ」と囁かれる。実は、HEAVEN戦士のダーラがキーオの肉体を乗っ取り、スパイとしてMARX内部を探っていた。
マスター
レイの父親である特務機関の議長にして、事実上の最高権力者。HEAVENの攻撃時、唯一完成していたアポクリファに搭乗して空中庭園との戦いに挑む。秘密兵器『次元ミサイル』によって空中庭園を撃破したが、直後現れた聖剣によってアポクリファを破壊され、戦死する。

### HEAVEN
ガイア
前作に登場したオーバーロードと同一人物。元々はナスターカルやヘリオンらと共に惑星に来た人間だが、スピリットライドを繰り返すことで徐々に元の記憶を失っていき、目的が惑星を人が生きられる環境に変えることから、どんな惑星でも生きていける究極生命体を生み出すことに変化した。そして、でたらめな生き物を作成し始め、遂には惑星そのものの破壊をしようとするなど完全に正気を失ってしまった。
ダーラ
前作に登場したダーラの精神体。元々折り合いの悪かった上官のラディアを陥れた後、ガイアの意を受けてMARX内で暗躍していた。人間を醜い生き物と見下し、その命を奪うことに何の躊躇いもない。ダーラボディでの戦いを経て、終盤で解任されたキングに替わってHEAVEN最高司令官となり、究極のHEAVENボディであるフィールを授けられてランディ達と戦うも敗北。再度力を求めるもガイアによって粛正されてしまった。

### HELL
ヘリオン
前作に登場したHELLの指導者。全長数kmに及ぶ巨大な生物兵器『パンデモニウム』に住み、HELLの未来のために何が最善かを常に模索している。MARXやANIMALなどの状況を理解しつつも、ランディの忠誠を確かめるために人間を皆殺しにしろと言うなど、冗談ではあったが善良というわけではない。実はその肉体は寿命が近づいており、余命幾ばくもない。
ラキ
前作に登場した女性型のHELL。今作ではオルタウに替わって自由に行動できないヘリオンの補佐をしている。多少の記憶を失ってもヘリオンにスピリットライドして欲しいと願っている。
オルタウ
前作に登場したHELLの幹部。前作の事件のためか、中枢から追放されてレリクスポイントの奥深くに潜んでいる。
デュフニエル
前作に登場したHELLの幹部。前作の事件のためか、オルタウ同様に中枢から追放されてレリクスポイントの奥深くに潜んでいる。オルタウの血を授けられた結果、不死身になったがかわりに知性がほとんどなくなってしまった。
エクスギル
前作に登場したHELLの幹部。前作と同じ場所で門番のようなことをしている。
フラック
前作に登場したHELLの幹部。前作と同様、HELL側、HEAVEN側双方の陣営に姿を現し謎めいた行動をする。口調が前作とまるで違う、落ち着いたものになっているが、これはシナリオライターが別人のためである。

## 用語
アポクリファ
前作のオマケに登場したMARXの空中要塞。青い正八面体をしており、敵の攻撃を防ぐバリアーや空間そのものを削り取る次元ミサイルなど多数の武器を持つ。空中庭園との戦いに勝利するが、直後の聖剣の砲撃によって消滅した。
宇宙船
最初に星に来た人間達が乗っていた巨大な宇宙船。トリニティの他、様々なものを生産する機能を持っていたが、ガイアとダーラによって占拠された宇宙船はミュータントを生み出す魔窟と化した。
空中庭園
前作にも登場したHEAVENが拠点として運用している移動要塞で、内部に多数のHEAVEN戦士を有するほか、ミサイルなど多くの兵器で武装している。
アポクリファとの戦いで大破し、地上に墜落した。エンディングでは補修され、キングをリーダーに宇宙へと旅立っていった。
サブナック
前作、旧作にも登場した巨大な石像。エンディングにてその正体が明らかになる。
スピリットライド
前作では未定だった、別の肉体に魂を宿らせる能力の名称・また行為を指す。体を変え続けることで事実上、無限の命を手に入れたとMARXの研究者は喜んでいたが、実際には元の体の記憶を少しずつ失っていく不完全な能力だった。
聖剣
鳥のようにも、名前通り剣のようにも見える十字架型の巨大宇宙船。ガイアの居城であり、惑星そのものを破壊できるほど強力なビーム兵器を装備している。
トリニティ
元々はナスターカルが人体に有害な大気を中和するために作り出した環境改善のためのガス。だが生命体に極めて有害であり、ダーラによって利用されてカレンに致命傷を与えてしまった。
ねこえい
謎の生物。爪、翼など複数の部位があり、装備すると攻撃力が上がる代わりに防御が0になるなど、極端な効果を持つ。
レリクスポイント
前作の舞台であると同時に、本作の舞台（の一部）。上層部はMARXによって完全に制圧されており、下層部はHELL、HEAVENが退去したためANIMALとALIENがほぼ全域に住み着いている。最下層部は追放されたデュフニエルらが潜んでいる。
パンデモニウム
鯨に酷似した巨大な生物兵器で。HELLが拠点として運用しているほか、全てのHELLはパンデモニウムが産み落としている。

## その他
- インターネットによる予約購入をした人限定で RELICS 石版もしくはストラップをプレゼントしていた。石版は200個用意されていた。
- インターネット上でネットワーク対戦が可能だった。このステージのボスを倒して入手したアイテムは、本編でも使用可能である。
- バグが存在したため、ボーステックのサイトでアップデートプログラムが頒布された。このアップデートプログラムは、2007年8月現在も、ボーステックのサイトで取得可能である。